# ハードロック工業
ハードロック工業株式会社（ハードロックこうぎょう、英: Hardlock Industry Co.,Ltd.）は、大阪府東大阪市川俣に本社を置く、工業用ナットのメーカーである。1974年（昭和49年）創業。

## 会社概要

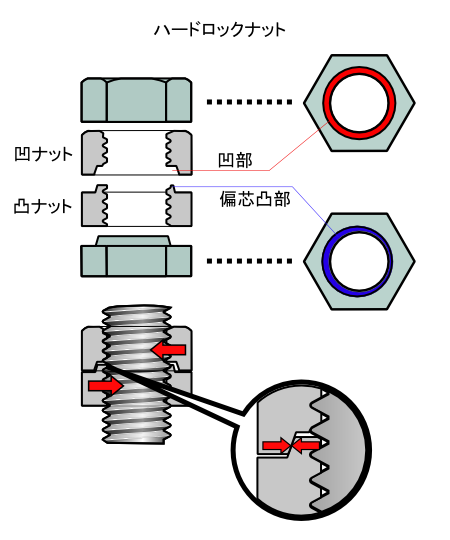
ハードロックナット

創業者の若林克彦が、大阪工業大学卒業後に設計技師として企業に就職後、1961年（昭和36年）に、戻り止めナットをさらに改良した「Uナット」を開発し、それを元に独立、同社の創業となる1974年（昭和49年）に、緩み留めナットの代表的製品として知られる「ハードロックナット」を開発。これが阪神電鉄のレール固定に採用されたのを発端として、多数の企業で採用されるようになり、シェアを上げる。
同社の「ハードロックナット」はクサビの原理を応用し、凹凸一対から成り立っており、滅多なことでは緩むことがないことから、その技術力を買われ、多数の企業に採用されている。また「ハードロックナット」は、同社の特許商品であると共に商標登録もされており、現在では国内外の鉄鋼・建設・重工業・宇宙分野でシェアを有する企業の一つである。
工業が盛んで、町工場の多い東大阪市で生まれた企業として知られ、近年では「元気な中小企業」として、雑誌等で取材されることも多い。
2010年（平成22年）のバンクーバー五輪のボブスレー日本代表チームが使用するそり に、また2012年（平成24年）5月22日に開業した東京スカイツリーにも、同社のナットが採用されている。

## CM・その他
同社が大阪府に本社を置く企業ということもあり、主に関西地方を地盤とした宣伝が多数を占める。中でも朝日放送とは非常に密接な関係にあり、同社の系列衛星放送チャンネルの「スカイ・A Sports+」では長年に渡って、テレビCMが放送されている。この他、サンテレビで朝日放送制作のプロ野球リレーナイターおよびリレー中継のスポンサーにもなっている。またMBSラジオや朝日放送ラジオでCMを放送している他、大阪環状線のJR福島駅近郊には、ネオンサインが設置されてもいる。
関東地方では、TBSラジオやニッポン放送でラジオCMが放送されている。なお、同社のテレビCMが全国で見られるのはスカイ・A Sports+のみである。

## テレビ番組
- 日経スペシャル カンブリア宮殿 「"安全"を開発せよ！～ナニワの発明王が吼える！日本のものづくりは死なない～」（2008年10月27日、テレビ東京）- 出演：代表取締役社長 若林克彦[4]。

## 書籍

### 関連書籍
- 『絶対にゆるまないネジ 小さな会社が「世界一」になる方法』（著者:若林克彦）（2011年3月2日、中経出版）ISBN 9784806139744